# Échelle de Nielsen
 (septembre 2024).
Si vous disposez d'ouvrages ou d'articles de référence ou si vous connaissez des sites web de qualité traitant du thème abordé ici, merci de compléter l'article en donnant les références utiles à sa vérifiabilité et en les liant à la section « Notes et références ».

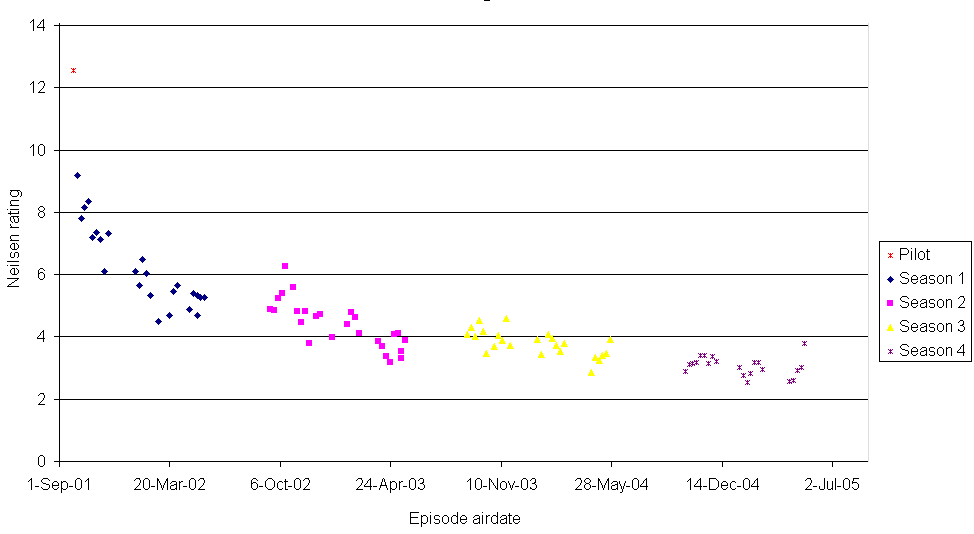
Évaluations de Star Trek Enterprise

L'échelle de Nielsen (Nielsen ratings en anglais) est un système développé par Nielsen Media Research (en) pour déterminer l'audience, la grandeur ainsi que la composition des programmes de télévision. L'échelle de Nielsen est utilisée dans quarante pays, et notamment aux États-Unis.

## Description
Le calcul sur l'échelle de Nielsen, aussi appelé le Cume Rating (ou « Reach »), mesure le nombre de téléspectateurs uniques ou par foyer ayant regardé un programme à un moment défini pendant une semaine. Le Cume est calculé lui-même en divisant le nombre de téléspectateurs ou de foyers par le total de l'estimation possible des foyers / téléspectateurs / auditeurs. Ceci donne un pourcentage des audiences. 
Le système a été édité et modifié à plusieurs reprises depuis son développement dans les années 1940 par Arthur Nielsen, et a depuis été la première source de mesure d'audience au monde dans l'industrie de la télévision. L'échelle de Nielsen est aujourd'hui un élément déterminant pour l'industrie publicitaire (selon les programmes, les contenus et les horaires).

## Nielsen Media Research
La compagnie fait partie de la Nielsen Company, anciennement connue sous le nom VNU et détenue par un consortium de firmes de capital-investissement incluant Blackstone Group, KKR et Carlyle Group. Ses opérations se déroulent dans le Brooker Creek Global Technology and Information Center de Oldsmar en Floride.

## Autres systèmes de mesures d'audience
D'autres systèmes de mesures d'audience sont disponibles d'une société à l'autre, tout comme des systèmes qui sont développés en coopération avec Nielsen Media Research, comme AGB Nielsen Metivodia Research. 